# Classe Hamilton
La classe Hamilton è composta da 12 vascelli costruiti per la USCG e classificati come cutter, in quanto imbarcazioni di controllo doganale. Il primo esemplare fu varato nel 1965; tutte le unità sono ancora in servizio, 8 con la USCG e 4 con altre marine nazionali dopo la loro radiazione dalla guardia costiera statunitense.

## Progetto
Le navi sono state costruite per l'utilizzo in controllo doganale e ricerca e soccorso; sono dotate di un ponte elicotteri e di un hangar retrattile, e dal 1980 al 1992 sono state sottoposte al programma FRAM (Fleet Rehabilitation and Modernization) di modernizzazione, con la sostituzione del cannone da 127/38 mm in favore dell'Oto-Breda da 76/62 mm; anche l'elettronica è stata migliorata.

## Le unità

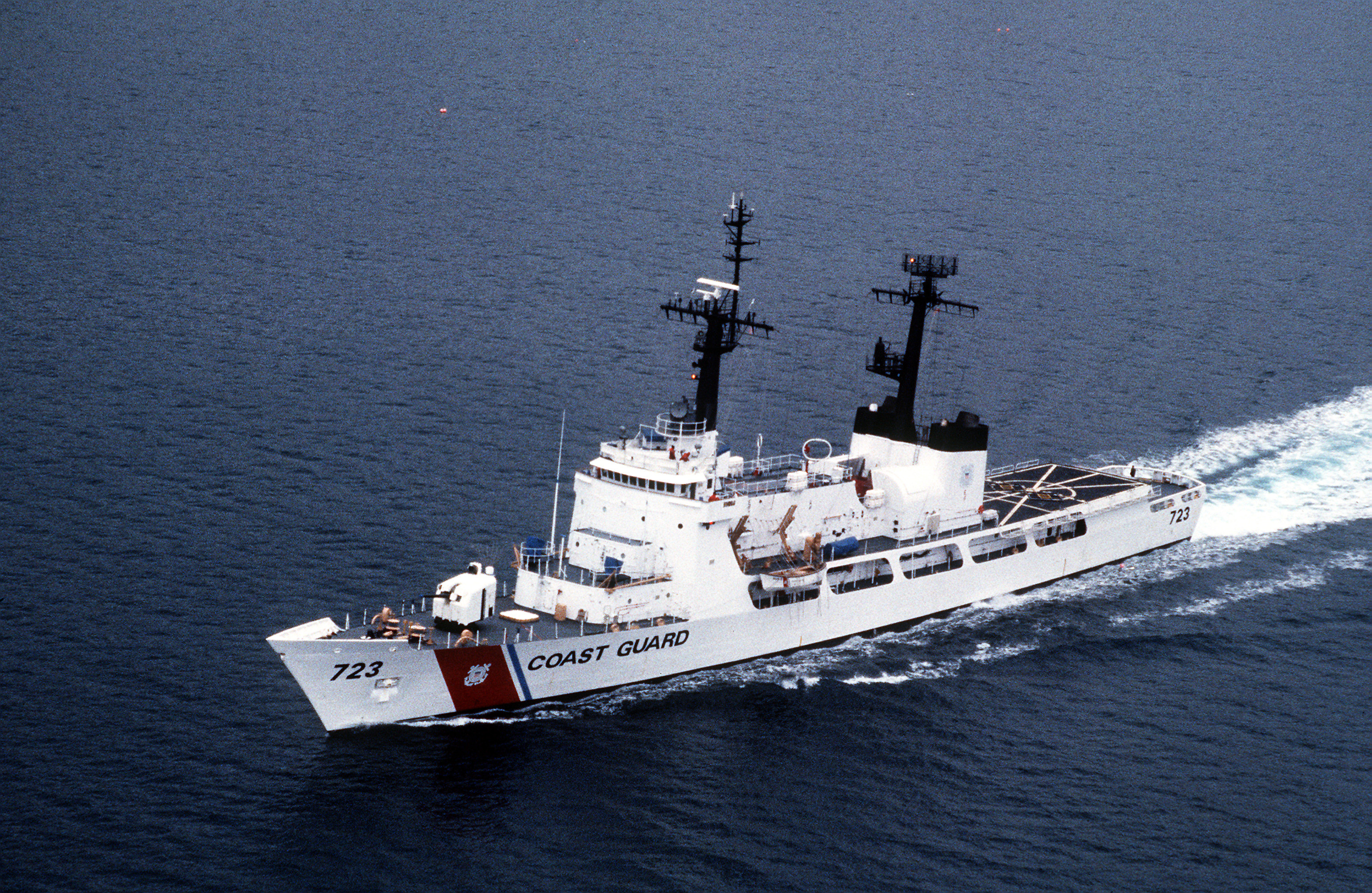
USCGC Rush (WHEC-723), circa nel 1985, col vecchio cannone da 5"/38, senza radar aggiornato e Phalanx CIWS.

L'elenco delle navi, distinto per porto di base, è:
Kodiak, Alaska:
- USCGC Munro (WHEC-724)

San Diego, California:
- USCGC Boutwell (WHEC-719)
- USCGC Sherman (WHEC-720)
- USCGC Chase (WHEC-718) (Radiato il 29 marzo 2011, trasferito alla Nigerian Navy il 13 maggio 2011 come NNS Thunder (F90))
- USCGC Hamilton (WHEC-715) (Radiato il 28 marzo 2011,  trasferito alla Philippine Navy 13 maggio 2011 come BRP Gregorio del Pilar (PF-15))

Honolulu (Hawaii):
- USCGC Jarvis (WHEC-725) (Radiato il 2 ottobre 2012), trasferito alla Bangladesh Navy il 23 maggio 2013 come BNS Somudro Joy (F-28)[2]
- USCGC Rush (WHEC-723)
- USCGC Morgenthau (WHEC-722)

Charleston (Carolina del Sud):
- USCGC Dallas (WHEC-716) (Radiato il 30 marzo 2012, trasferito alla Philippine Navy 22 maggio 2012 come BRP Ramon Alcaraz (PF-16))[3]
- USCGC Gallatin (WHEC-721)

Seattle (Washington):
- USCGC Mellon (WHEC-717)
- USCGC Midgett (WHEC-726)

## Operatori
- Stati Uniti - United States Coast Guard
- Filippine - Philippine Navy
- Nigeria - Nigerian Navy
- Bangladesh - Marina del Bangladesh